# 1942 (videogioco)
1942 è un videogioco arcade sparatutto a scorrimento verticale pubblicato nel 1984 da Capcom. È il primo titolo della serie di videogiochi 194X (o 19XX) dedicata alle battaglie aeree della seconda guerra mondiale.
Ambientato nell'Oceano Pacifico, è stato distribuito per numerosi home computer e console tra cui NES, MSX, Commodore 64, ZX Spectrum, Amstrad CPC, e all'interno di raccolte come Capcom Classics Collection per PlayStation, Sega Saturn, PlayStation 2 e Xbox. Negli anni 2010 sono state effettuate conversioni per iOS e Wii.

## Trama
Il protagonista comanda l'aereo "Super Ace" (un Lockheed P-38 Lightning) con lo scopo di raggiungere e bombardare Tokyo. Durante il volo dagli Stati Uniti al Giappone sorvolerà varie località dell'Oceano Pacifico - Midway, Marshall, Attu, Rabaul, Leyte, Saipan, Iwo Jima e da ultimo Okinawa - mentre un gran numero di velivoli da guerra giapponesi tenteranno di ostacolare la sua missione.

## Modalità di gioco
Il gioco si compone di 32 livelli a scorrimento verticale. L'aereo può muoversi in tutte le direzioni ma sempre rivolto in avanti. Inizialmente esso decolla da una portaerei armato di semplici mitragliatrici, ma durante il gioco è possibile raccogliere vari power-up, lasciati da alcuni nemici abbattuti ed etichettati POW, che migliorano la capacità di fuoco del velivolo. Un tipo di POW permette di catturare due aerei nemici, che si piazzano così a fianco dell'aereo del giocatore e sparano insieme a esso.
I nemici sono vari tipi di aerei che compiono diverse traiettorie e piroette, letali sia per i colpi che sparano, sia in caso di collisione con l'aereo del giocatore. Occasionalmente compaiono aerei più grossi, lenti ma con grande potenza di fuoco. Alcuni livelli includono un boss sotto forma di un enorme bombardiere.
1942 si contraddistingue da altri titoli dello stesso genere, tra cui Vulgus, per la presenza di una mossa speciale denominata loop (o roll). Oltre ai normali movimenti in orizzontale, verticale e diagonale, il velivolo può evitare proiettili e collisioni per un tempo limitato. Durante tale manovra, che può eseguire per un massimo di tre volte per livello, l'aereo sarà impossibilitato a far fuoco.

## Serie
Il videogioco diede inizio a una lunga serie di titoli, riconosciuta come serie 194X o 19XX
- 1942 (1984)
- 1943: The Battle of Midway (1987)
- 1943 Kai: Midway Kaisen (1987)
- 1941: Counter Attack (1990)
- 19XX: The War Against Destiny (1995)
- 1944: The Loop Master (2000)
- 1942: Joint Strike (2008)
- 1942: First Strike (2009)

### Antologie
- Capcom Classics Collection
- Capcom Arcade Stadium[6]